# Juko Oitaová
Juko Oitaová (japonsky 尾板 裕子, * 3. srpna 1969) je bývalá japonská fotbalistka.

## Reprezentační kariéra
Za japonskou reprezentaci v letech 1986 až 1987 odehrála 3 reprezentačních utkání.

## Statistiky
| Japonsko | Japonsko | Japonsko |
| Roky     | Záp.     | Góly     |
| -------- | -------- | -------- |
| 1986     | 2        | 0        |
| 1987     | 1        | 0        |
| Celkem   | 3        | 0        |